# Pretendent al tron
Un pretendent al tron és algú que aspira a un tron perquè creu que hi té dret, però que encara no ha estat generalment reconegut, sigui perquè el tron ja està ocupat per algú altre o perquè ha estat abolit.
Al llarg de la història hi ha hagut molts pretendents al tron. Durant el segle xix, els pretendents carlins van marcar la història d'Espanya.
Un exemple de pretendent al tron actual és el príncep Jordi Frederic de Prússia, que aspira a ser rei de Prússia i emperador d'Alemanya, però que no ho pot ser perquè el tron es va abolir després de la Primera Guerra Mundial i, per tant, Alemanya ara és una república i no una monarquia.